# Lars Wahlqvist
Lars Lennart Wahlqvist (nascido em 23 de maio de 1964) é um ex-ciclista sueco que competia em provas de estrada.

## Carreira
Wahlqvist competiu como representante de seu país, Suécia, na prova de estrada individual nos Jogos Olímpicos de Verão de 1984 em Los Angeles, terminando na vigésima sexta posição. Participou no Giro d'Italia em 1987, onde terminou em terceiro lugar na décima primeira etapa.